# Paradoks o lažnivcu
Z logičnega vidika je najbolj pomemben in tudi daleč najbolj vpliven paradoks o lažnivcu, ki ga poznamo v več različicah. 
Glasi se takole:
Lažnivec reče: »Jaz lažem!«  
Ker je sam govorec lažnivec, nastane zapletena situacija: če bi govoril resnico, potem bi lagal (ker v izjavi pravi, da laže), če pa bi lagal (ker je lažnivec), bi govoril resnico (zaradi zakona o dvojni negaciji!). Tako razmišljanje vodi v neskončno ponavljanje, ki naj bi povzročilo blokado naprave umetne inteligence. Tak primer je prikazan v epizodi »I, Mud« znanstveno-fantastične nanizanke Zvezdne steze. 
Prior  je bil že leta 1976 mnenja, da vsaka izjava zase implicitno trdi, da je resnična. Potem pri paradoksu lažnivca v resnici ne gre za pravi paradoks, saj je izjava enakovredna izjavi »Kar govorim, je resnica in lažem,« kar je trditev v obliki »A in ne A«, taka trditev pa je vedno napačna. Po nekaterih stališčih je naloga napačna v svoji definiciji, zato je nima smisla reševati.